# استفتاء عام 1921 على الملكية العراقية
عقد استفتاء عام 1921 على الملكية العراقية في عهد الانتداب البريطاني على العراق بين 16 يوليو و 11 أغسطس 1921 لتحديد شكل الحكومة ورئيس الدولة.

## الأسباب
خلال الحرب العالمية الأولى، احتلت المملكة المتحدة (بريطانيا) عدة أجزاء من الإمبراطورية العثمانية. دمجت ثلاث ولايات (محافظات) في بلاد ما بين النهرين (العراق حاليا) بما في ذلك البصرة وبغداد والموصل لتشكيل العراق. اجتمعت مجموعة من السياسيين العراقيين في القاهرة عام 1921 ودعت إلى نظام ملكي برئاسة فيصل بن حسين. وافقت الحكومة العراقية والإدارة البريطانية على هذا القرار. وأجري استفتاء لتحديد موافقة الجمهور.

## النتائج
بدأ الاستفتاء في 16 يوليو 1921 وانتهى في 11 أغسطس 1921. أُعلنت النتائج في 19 أغسطس 1921 حيث وافق 96 ٪ من الناخبين على فيصل ملكًا عليهم.

## مابعد النتائج
توج فيصل في 23 أغسطس 1921رسميا كملك للعراق بعد ذلك الاستفتاء، ثم شكلت حكومة عراقية جديدة من قبل عبد المحسن السعدون في 20 نوفمبر 1922، وأجريت انتخابات الجمعية التأسيسية بين عامي 1922 و 1924.